# 페드루 루이스 비센소치
페드루 루이스 비센소치(포르투갈어: Pedro Luís Vicençote, 1957년 10월 22일, 상 파울루 주 산투 안드레 ~)는 페드리뉴(포르투갈어: Pedrinho)로 알려진 브라질의 전직 축구 선수로, 현역 시절 수비수로 활약했다.
선수 시절 그는 파우메이라스(1977–1981), 바스쿠 다 가마(1981–1983, 1986), 방구(1987–1988), 그리고 이탈리아 세리에 A의 카타니아(1983–1985)에서 활약했다. 그는 1982년과 1987년에 두 차례 캄페오나투 카리오카를 우승했다.
그는 1979년 7월부터 1983년 6월까지 브라질 국가대표팀 경기에 13번 출전해 1골을 기록했고, 1982년 월드컵에 브라질 선수단 일원으로 참가했지만, 한 경기도 출전하지 못했다.
은퇴 후, 그는 축구 대행자로 활동했는데, 그의 대행사 이름은 페드리뉴 VRP이다.

## 수상
바스쿠 다 가마
- 캄페오나투 카리오카: 1982, 1987

방구
- 타사 히우: 1987